# Contraalisio
El contraalisio o antialisio es el viento constante ubicado en la parte superior de la atmósfera de la zona intertropical, que se origina en las proximidades del ecuador terrestre y que se desplaza en sentido noreste en el hemisferio norte y en sentido sureste en el hemisferio sur. Es un viento opuesto al alisio, desplazándose por sobre éste en ambos hemisferios y llega hasta unos 30° de latitud aproximadamente.
Se origina por la ascensión de grandes masas de aire cálido en la zona de convergencia intertropical que se desvian hacia zonas más frías, llevando consigo cierta cantidad de nubes cirrus y desplazándose hasta llegar finalmente a la cresta subtropical, donde las masas de aire descienden hasta la superficie. De este modo los vientos contralisios forman parte de la célula de Hadley.

## Etimología
La raíz latina alis se usó en francés del siglo XIII para calificar el «carácter liso, delicado, amable de los vientos alisios que son mesurados y que soplan con regularidad, sin violencia, más o menos lánguidos o vigorosos dependiendo de la estación del año».